# دری شرقی (نیوهمپشایر)
دری شرقی (به انگلیسی: East Derry) یک منطقهٔ مسکونی در ایالات متحده آمریکا است که در شهرستان راکینگهام، نیوهمپشایر واقع شده‌است. دری شرقی ۱۳۱٫۰۷ متر بالاتر از سطح دریا واقع شده‌است.